# Annaphila decia
Annaphila decia là một loài bướm đêm trong họ Noctuidae.